# Irving G. Thalberg Memorial Award
Der Irving G. Thalberg Memorial Award wird seit 1938 an kreative Filmproduzenten vergeben, die sich durch langjähriges, konsequentes Bemühen um hohe künstlerische Qualität bei der Produktion von Filmen hervorgetan haben. Der Preis wird dem Preisträger anlässlich der Oscarverleihung überreicht. Kathleen Kennedy (2018) war die erste Frau, die die Auszeichnung erhielt.
Traditionell war der Preis eine Nachbildung des Kopfes von Irving Thalberg aus Bronze. Ab 2025 wird stattdessen eine Oscar-Statuette überreicht.

## Preisträger
Der Preis wird nicht in jedem Jahr vergeben.
| Jahr | Preisträger                            |
| ---- | -------------------------------------- |
| 1937 | Darryl F. Zanuck                       |
| 1938 | Hal B. Wallis                          |
| 1939 | David O. Selznick                      |
| 1941 | Walt Disney                            |
| 1942 | Sidney Franklin                        |
| 1943 | Hal B. Wallis                          |
| 1944 | Darryl F. Zanuck                       |
| 1946 | Samuel Goldwyn                         |
| 1948 | Jerry Wald                             |
| 1950 | Darryl F. Zanuck                       |
| 1951 | Arthur Freed                           |
| 1952 | Cecil B. DeMille                       |
| 1953 | George Stevens                         |
| 1956 | Buddy Adler                            |
| 1958 | Jack L. Warner                         |
| 1961 | Stanley Kramer                         |
| 1963 | Sam Spiegel                            |
| 1965 | William Wyler                          |
| 1966 | Robert Wise                            |
| 1967 | Alfred Hitchcock                       |
| 1970 | Ingmar Bergman                         |
| 1973 | Lawrence Weingarten                    |
| 1975 | Mervyn LeRoy                           |
| 1976 | Pandro S. Berman                       |
| 1977 | Walter Mirisch                         |
| 1979 | Ray Stark                              |
| 1981 | Albert R. Broccoli                     |
| 1986 | Steven Spielberg                       |
| 1987 | Billy Wilder                           |
| 1990 | Richard D. Zanuck und David Brown      |
| 1992 | George Lucas                           |
| 1994 | Clint Eastwood                         |
| 1996 | Saul Zaentz                            |
| 1998 | Norman Jewison                         |
| 1999 | Warren Beatty                          |
| 2000 | Dino De Laurentiis                     |
| 2009 | John Calley                            |
| 2010 | Francis Ford Coppola                   |
| 2018 | Kathleen Kennedy und Frank Marshall    |
| 2025 | Michael G. Wilson und Barbara Broccoli |